# 排吼乡
排吼乡，是中华人民共和国湖南省湘西土家族苗族自治州吉首市下辖的一个乡镇级行政单位。

## 行政区划
排吼乡下辖以下地区：
中百村、芭颜村、七星村、把金村、茶群村和排杉村。